# Зиґмунтово (гміна Скульськ)
Зиґмунтово (пол. Zygmuntowo) — село в Польщі, у гміні Скульськ Конінського повіту Великопольського воєводства.
Населення — 244 особи (2011).
У 1975-1998 роках село належало до Конінського воєводства.

## Демографія
Демографічна структура станом на 31 березня 2011 року:
|          | Загалом | Допрацездатний вік | Працездатний вік | Постпрацездатний вік |
| -------- | ------- | ------------------ | ---------------- | -------------------- |
| Чоловіки | 120     | 24                 | 87               | 9                    |
| Жінки    | 124     | 30                 | 70               | 24                   |
| Разом    | 244     | 54                 | 157              | 33                   |